# Мишић затезач меког непца
Мишић затезач меког непца (лат. musculus tensor veli palatini) је парни мишић главе, локализован медијално од унутрашњег криластог мишића.
Припаја се у чунастој јами птеригоидног наставка клинасте кости и хрскавичавом делу слушне трубе. Мишићна влакна постепено прелазе у тетиву, која се спушта наниже и унапред до тзв. птеригоидне куке (лат. hamulus pterygoideus), савија се око њене спољашње стране под правим углом и улази у меко непце. Завршни део тетиве се спаја са аналогном структуром истоименог мишића супротне стране и образује непчану апонеурозу (фиброзни скелет меког непца). Њен предњи крај се припаја на задњу ивицу коштаног непца, а задњи крај прелази у везивно ткиво.

Инервација мишића затезача меког непца потиче од истоимених грана доњовиличног живца. Основна улога мишића се огледа у затезању и спуштању поменуте апонеурозе и отварању слушне трубе. Истовременом контракцијом са мишићем подизачем, он подиже задњи део меког непца.